# Minerva Bernardino
Minerva Bernardino (* 17. Mai 1907 in Santa Cruz del Seibo; † 29. August 1998 in der Dominikanischen Republik) war eine dominikanische Politikerin.

## Herkunft und Ausbildung
Minerva Bernardino wurde 1907 in Seibo im Osten der Dominikanischen Republik als Tochter von Alvaro und Altagracia Bernardino geboren. Sie war die Enkelin eines Provinzgouverneurs und das älteste Kind in einer Familie von vier Mädchen und drei Jungen. Sie kam aus einer unkonventionellen Familie, insbesondere was die Beachtung von Frauenrechten betraf. „Meine Mutter war sehr fortschrittlich“, berichtete sie gegenüber Ann Foster vom Christian-Science-Monitor „und ich wurde ein einer Atmosphäre großgezogen, die für die damalige Zeit in unserem Land sehr ungewöhnlich war“. Ihr Vater teilte offensichtlich die Ansichten ihrer Mutter. Als sich Bernardine einmal beklagte über die sozialen Einschränkungen für Frauen, antwortete er: „Geh nach draußen, wenn du es möchtest, reise, wenn du es willst, und wenn jemand es kritisieren will, lass ihn das tun.“
Im Alter von 15 Jahr war Bernardino Vollwaise und versorgte zusammen mit ihrem ältesten Bruder ihre Geschwister. „Wir glaubten beide an Gleichheit, von Anfang an,“ erzählte sie Foster, „und wir beschlossen, dass er Richtung Jura gehen sollte, dass meine Schwester, wie sie es sich wünschte, Ärztin werden sollte, und dass ich mich ins öffentliche Leben stürzen sollte.“ Während sie ein Bachelor-Studium absolvierte, machte sie Karriere im öffentlichen Dienst. Sie wurde schließlich 1926 Abteilungsleiterin im dominikanischen Ministerium für Entwicklung und Kommunikation, 1928 Leiterin einer Sektion im Agrarministerium und war von 1931 bis 1933 Leiterin des Statistikamtes im Bildungsministerium.

## Frauenrechtsarbeit und internationale Tätigkeit
Ab 1929 war sie Vorsitzende der „Acción Feminista Dominica“, einer Frauenrechtsorganisation, der das Verdienst zugeschrieben wurde, erfolgreich das Frauenwahlrecht und die Bürgerrechte für Dominikanische Frauen in der neuen Verfassung von 1942 verankert zu haben.
1933 wurde Bernardino als Dominikanische Delegierte für die „Inter-Amerikanische Frauenkommission“ gewählt, die in Montevideo abgehalten wurde. Diese Kommission war die erste Institution, die zur Förderung von Frauenrechten eingerichtet wurde. Sie wurde von der Organisation Amerikanischer Staaten unterstützt und kam alle fünf Jahre zusammen. Bei dem Treffen der Kommission 1938 in Lima war Bernardino ihre Berichterstatterin. Im Herbst 1939 war Ana Rosa de Martinez Guerrero aus Argentinien Vorsitzende und Bernardino wurde zu ihrer Vertreterin gewählt.
Obwohl sie formal Vertreterin der durch Rafael Trujillo von 1930 bis 1961 diktatorisch regierten dominikanischen Republik war, stand sie dem Regime ablehnend gegenüber. Sie verfolgte auf der internationalen Bühne ihre eigene Agenda. Sie hielt immer Kontakt zu ihrer Heimat, betrat sie aber seit Mitte der 1930er Jahre Jahrzehnte lang nicht mehr.
Während des Zweiten Weltkriegs im November 1943 präsentierte sie wirkungsvoll eine Resolution, die die Frauen von Chile und Argentinien aufforderte, Druck auf ihre Regierungen auszuüben, ihre diplomatischen Beziehungen zu den Achsenmächten abzubrechen. Sich an die Seite der Alliierten zu stellen, widersprach Anfang der 1940er Jahre aber der Haltung der argentinischen Regierung unter Juan Domingo Perón. Als die argentinische Frauenorganisation „Junta de la Victoria“ mit 50.000 Mitgliedern Gelder für die Alliierten sammelte, wurde sie aufgelöst und die argentinische Regierung ersetzte Martinez Guerrero als Delegierte der „Inter-Amerikanischen Kommission“ durch Angelina Fuselli. Am 3. November 1943 wurde Bernardino in die freigewordene Leitungsposition gewählt, sie hatte das Amt sechs Jahre lang inne.
1945 war Bernardino eine von nur vier Teilnehmerinnen der „Inter-Amerikanischen Konferenz“ zu Problemen von Krieg und Frieden, die im mexikanischen Chapultepec stattfand. Sie hatte als einzige Frau Stimmrecht. Im „Act of Chapultepec“ verpflichteten sich alle amerikanischen Staaten zur gegenseitigen Unterstützung bei einer Aggression gegen eines der Mitglieder.

## Engagement bei der UN
Ebenfalls 1945 war Bernardino Teilnehmerin der Gründungskonferenz der Vereinten Nationen in San Francisco und unterzeichnete als eine von nur vier Frauen (neben 156 Männern) die Charta der Vereinten Nationen. Bernardino forderte gemeinsam mit Bodil Begtrup aus Dänemark und Bertha Lutz aus Brasilien, dass in dem Dokument der Respekt für Menschenrechte und fundamentale Freiheitsrechte ohne Diskriminierung wegen Rasse, Geschlecht, Herkunft oder Glaube festgeschrieben werden müsse.
1946 schloss sich Bernardino mit Eleanor Roosevelt, Jean MacKanzie aus Neuseeland, Evdokia Uralova aus der UdSSR und Ellen Wilkinson aus Großbritannien zusammen und sie schrieben einen Offenen Brief an die Frauen der Welt, in dem sie dazu aufforderten, eine aktivere Rolle in Politik und Regierung zu übernehmen.
Als führende lateinamerikanische Feministin war Minerva Bernardino die treibende Kraft bei der Gründung der Kommission der Vereinten Nationen zur Rechtsstellung der Frau (UNCSW). Im Jahr 1997 stellte der UN-Generalsekretär Kofi Annan fest, dass die Kommission zu einem wesentlichen Anteil Bernardinos Schöpfung gewesen sei.
Im Januar 1950 wurde Bernardino zur Ständigen Vertreterin ihres Landes bei den Vereinten Nationen ernannt. Sie nahm an insgesamt 15 UN-Generalversammlungs-Perioden teil. Sie wurde erste Vizepräsidentin des einflussreichen UN-Wirtschafts- und Sozialrats, später auch erste Vizepräsidentin von UNICEF.

## Rezeption
„Bernardino war ein Sprachrohr für die Frauen in der Zeit nach dem Zweiten Weltkrieg,“ sagte Kristen Timothy, die stellvertretende Direktorin der UN-Abteilung zur Förderung von Frauen, „weil sie verstand, dass danach das Leben von Frauen nicht mehr das gleiche sein konnte.“ Die „Minerva Bernardino Foundation“ in Santo Domingo wurde gegründet, um ihre Mission fortzuführen, um die Beiträge von Frauen zur Gesellschaft deutlich zu machen und „um weibliche Führungspersönlichkeiten für das kommende Jahrtausend auszubilden.“

## Veröffentlichungen
- Bernardino, Minerva: Lucha, agonía y esperanza: trayectoria triunfal de mi vida., Editora Corripio, Santo Domingo, República Dominicana, 1993